# Axbridge

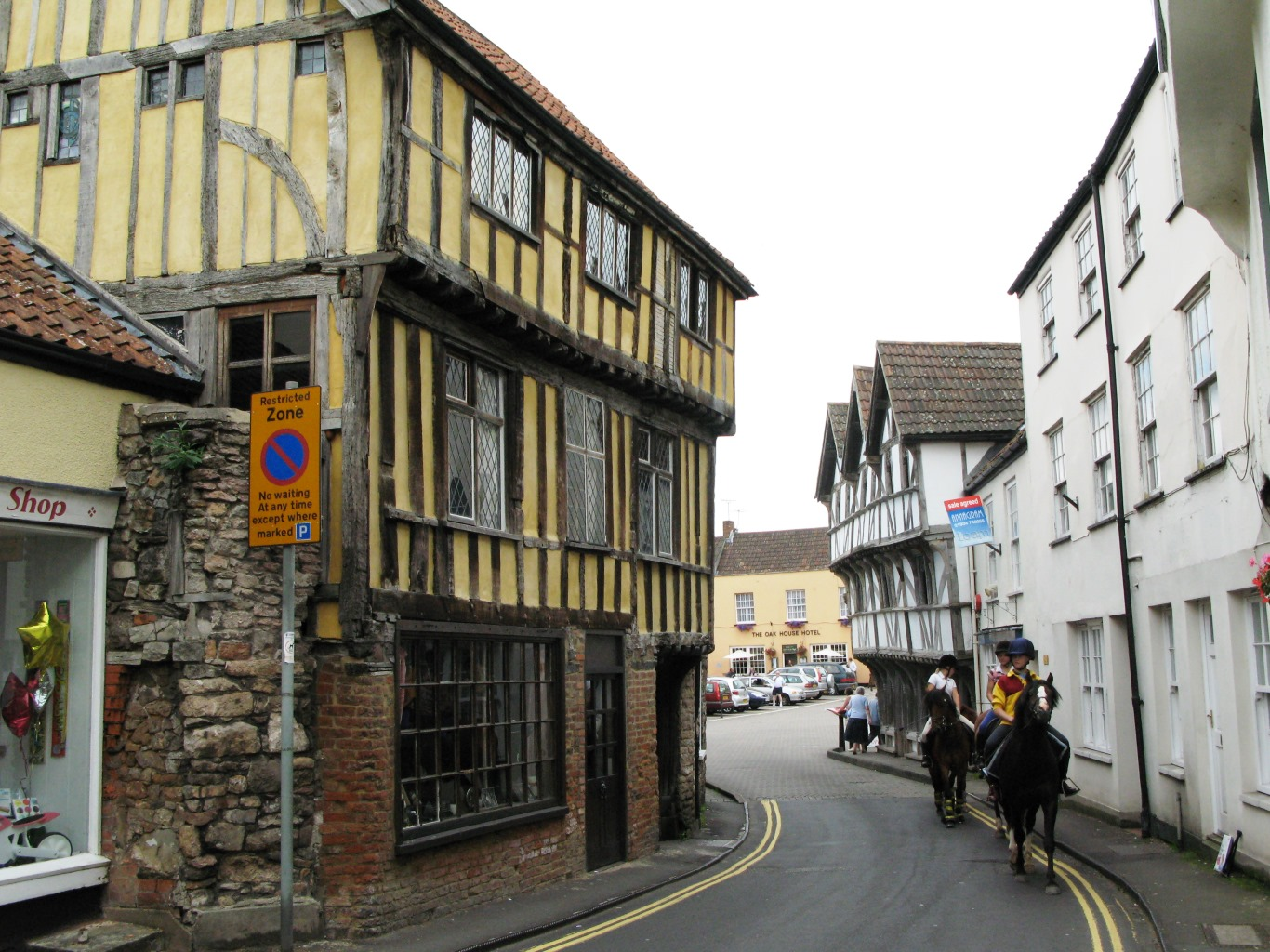
Axbridge High Street

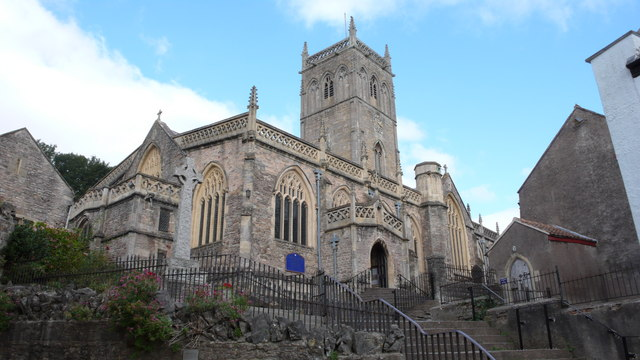
Church of St John the Baptist

Axbridge ist eine kleine Stadt in Somerset, England. Sie liegt am Fluss Axe. Die Kirche stammt aus dem 13. Jahrhundert.
Die Stadt war Drehort für die fiktive Stadt Little Kilton in der Miniserie A good girl's guide to murder.

## Verkehr
Axbridge wird im Westen von der A38 road passiert. Durch den Ort verläuft die A371 road. Der M5 motorway wird über dessen Anschlüsse Junction 21 oder Junction 22 erreicht.